# 斉藤斎藤
斉藤 斎藤（さいとう さいとう、1972年5月7日 - ）は、日本の歌人。東京都出身。本人によれば斉藤斎藤という名前は本名。

## 略歴
1972年に、東京都江戸川区で生まれた。1歳年上の姉がいる。
両親から英才教育を受け、国立の中学・高校を卒業。1浪して早稲田大学文学部に進学したが、卒業後は定職には就かず、フリーターになった。
2001年に、図書館で読んだ小林恭二『短歌パラダイス』（岩波新書）から短歌に出会い、歌作をはじめた。のちに『短歌人』に入会、2003年には「ちから、ちから」で第2回歌葉新人賞（選考委員：荻原裕幸、加藤治郎、穂村弘）を受賞した。
2004年に第一歌集『渡辺のわたし』を刊行。なお、渡辺とは斉藤斎藤の母の旧姓である。
2008年には、発行人以外のメンバーが毎回変わる歌誌「風通し」を創刊した。
2013年より2年間、NHK短歌選者を担当。
2017年、「短歌人」編集委員に就任。

## 作品

### 歌集
- 渡辺のわたし（2004年・ブックパーク）
  - 渡辺のわたし 新装版（2016年・港の人）
- 人の道、死ぬと町（2016・短歌研究社）

作品　このなかのどれかは僕であるはずとエスカレーター降りてくるどれか

## 出演番組
- 夜はぷちぷちケータイ短歌（NHKラジオ）
- カシャッと一句!フォト575（NHK BSプレミアム）
- 「平成20年度全国短歌大会」 - NHKアーカイブス（2009年2月1日）
- 「NHK短歌 題 “葉” / 草の花」 - NHK短歌（NHK教育テレビ）（2012年7月10日）
- 「NHK短歌 題 “喜び” / 自然（1）山河への愛」 - NHK短歌（NHK教育テレビ）（2012年8月5日）
- 「NHK短歌 題 “土” / 芥・ごみ」 - NHK短歌（NHK教育テレビ）（2012年8月12日）
- 「NHK短歌 題 “泳ぐ” / 愛を歌う」 - NHK短歌（NHK教育テレビ）（2012年8月19日）
- 課外授業ようこそ先輩（NHK、2015年12月18日）
- SWITCHインタビュー 達人達 厚切りジェイソン×金田一秀穂（NHK、2016年1月30日）